# Château de Rabodanges
Le château de Rabodanges est une demeure, du XVIIe siècle, qui se dresse sur le territoire de la commune française de Rabodanges, dans le département de l'Orne, en région Normandie.
Le château est totalement protégé aux monuments historiques.

## Localisation
Le château est situé, en haut d'un promontoire où il domine toute la vallée de l'Orne, à 800 m au nord-ouest de la commune de Rabodanges, dans le département français de l'Orne.

## Historique
La construction du château de Rabodanges a débuté sous Louis XIII, à l'emplacement d'un ancien château féodal datant du XIIe siècle dont il ne reste que les remparts et les murs d'enceinte extérieurs. Le château a été terminé en 1646 sous Louis XIV.
Le château a été construit au XVIIe siècle, peut-être par Louis III de Rabodanges, seigneur de Crévecœur, premier marquis de Rabodanges (juillet 1649), entre 1630 et 1638.
Jean Baptiste de Beaune, banquier à Paris, vend le château le 16 janvier 1836 à Victor Édouard Marie de Buus d'Hollebeke (1800-1861)[réf. nécessaire].
En 1998, le château était la possession de M. Philippe Lemoine-Boucaud.

## Description
Le château de style classique se présente sous la forme d'un corps de logis central surmonté d'un fronton italianisant flanqué par deux pavillons. Le fronton porte deux figures d'anges tenant un rabot, armes parlantes du constructeur.

## Protection aux monuments historiques
Au titre des monuments historiques :
- le château, sauf parties classées ; les douves et l'intérieur de l'habitation du chapelain sont inscrits par arrêté du 1er février 1944 ;
- les deux frontons-pignons sur les façades de la partie centrale ; le pavillon de la chapelle et les façades et toitures du pavillon du chapelain sont classés par arrêté du 10 avril 1981.